# Malcolm Miller
Malcolm Miller (Laytonsville, Maryland, 6 de marzo de 1993) es un baloncestista estadounidense que pertenece a la plantilla del CSP Limoges de la Pro A, la primera categoría del baloncesto italiano. Con 2,01 metros de estatura, juega en la posición de alero.

## Trayectoria deportiva

### Universidad
Jugó dos temporadas con los Crusaders del College of the Holy Cross, en las que promedió 9,0 puntos, 4,8 rebotes y 1,5 asistencias por partido. Fue incluido en el segundo mejor quinteto de la Patriot League en 2015, y en el tercero en 2014.

### Profesional
Tras no ser elegido en el Draft de la NBA de 2015, se unió a los Boston Celtics para disputar las Ligas de Verano, en las que promedió 4,0 puntos y 1,2 rebotes por partido. El 25 de septiembre firmó con los Celtics, pero fue despedido el 20 de octubre tras disputar un único partido de pretemporada.
El 31 de octubre fichó por los Maine Red Claws como jugador afiliado de los Celtics. Jugó una temporada en la liga de desarrollo, en la que promedió 12,4 puntos y 4,2 rebotes por partido.
El 27 de julio de 2016 fichó por el ALBA Berlín de la liga alemana.
El 13 de junio de 2019, con Toronto Raptors, se proclamó campeón de la NBA.
El 29 de agosto de 2021, firma por el Vanoli Cremona de la Lega Basket Serie A, la primera categoría del baloncesto italiano. Termina su contrato el 24 de enero de 2022.
Tras tener sus derechos la G League, el 15 de diciembre de 2022 es traspasado desde los Salt Lake City Stars a los Raptors 905. Pero el 19 de enero de 2023 firma por el CSP Limoges de la Pro A francesa.

## Estadísticas de su carrera en la NBA
|  | Denota temporadas en la que ganó un campeonato de la NBA |

### Temporada regular
| Año     | Equipo  | PJ | PT | MPP | %TC  | %3P  | %TL   | RPP | APP | ROB | TPP | PPP |
| ------- | ------- | -- | -- | --- | ---- | ---- | ----- | --- | --- | --- | --- | --- |
| 2017-18 | Toronto | 15 | 4  | 8.4 | .464 | .381 | 1.000 | 1.0 | .2  | .1  | .1  | 2.5 |
| 2018-19 | Toronto | 10 | 0  | 6.7 | .423 | .476 | .750  | .5  | .1  | .1  | .1  | 3.5 |
| 2019-20 | Toronto | 28 | 1  | 5.8 | .414 | .364 | .375  | .6  | .4  | .2  | .1  | 1.3 |
| Total   | Total   | 53 | 5  | 6.7 | .434 | .406 | .625  | .7  | .3  | .1  | .1  | 2.0 |

### Playoffs
| Año   | Equipo  | PJ | PT | MPP | %TC  | %3P   | %TL  | RPP | APP | ROB | TPP | PPP |
| ----- | ------- | -- | -- | --- | ---- | ----- | ---- | --- | --- | --- | --- | --- |
| 2019  | Toronto | 10 | 0  | 2.8 | .250 | .167  | .750 | .5  | .1  | .0  | .1  | .8  |
| 2020  | Toronto | 1  | 0  | 5.0 | .333 | 1.000 | .000 | .0  | .0  | .0  | .0  | 3.0 |
| Total | Total   | 11 | 0  | 3.0 | .273 | .286  | .750 | .5  | .1  | .0  | .1  | 1.0 |